# Alfredo Binda
Alfredo Binda (11. august 1902 i Cittiglio udenfor Varese – 1. januar 1986), var en italiensk cykelrytter i 1920'erne og 30'erne. Han blev senere træner for Gino Bartali og Fausto Coppi.
Binda blev professionel i 1922 og fik sit gennembrud i 1925. Først vandt han Giro d'Italia og siden klassikeren Lombardiet Rundt, to cykelløb han dominerede i flere år fremover. Lombardiet Rundt vandt han fire gange (1925-1927 og 1931). Han vandt Giro d'Italia fem gange (1925, 1927-1929, 1933), noget som er rekord. Hans dominans i Giro'en var overvældende, han vandt totalt 41 etaper (en rekord som ikke blev slået før i 2003 af Mario Cipollini) og bar den rosa førertrøje i totalt 60 dage. I 1927 vandt han 12 af 15 etaper og i 1929 vandt han 8 etaper. Eftersom han var så overlegen blev han i 1930 tilbudt penge for at lade være med at stille op i Giro d'Italia. I stedet deltog han i Tour de France, hvor han vandt to etaper.
I verdensmesterskabet havde Binda også succes. Han vandt tre gange (1927, 1930 og 1932), en rekord som blev tangeret af belgierne Rik Van Steenbergen og Eddy Merckx, samt af spanieren Oscar Freire. Binda vandt også det italienske mesterskab (fire gange) og Milano-Sanremo (to gange).